# مركز البيئة الفنلندي
مركز البيئة الفنلندي (بالفنلندية : Suomen ympäristökeskus ، بالسويدية : Finlands miljöcentral) معهد البحوث وكالة حكومية تابعة لوزارة البيئة ، وتقع في هلسنكي ، فنلندا. ومن كل من معهد البحوث ، ومركزا للخبرات البيئية. تتركز أبحاث المعهد حول التغييرات في البيئة ، وتبحث عن سبل السيطرة على هذه التغييرات.